# Asz-Szabab Rijad
Asz-Szabab Rijad – saudyjski klub piłkarski z siedzibą w Rijadzie.

## Historia
Klub Asz-Szabab Rijad założony został w 1947. W 1976 Asz-Szabab znajdował się wśród założycieli Saudyjskiej Premier Ligi. W 1978 zajmując 9. miejsce Al-Szabab spadł do II ligi. Już po roku powrócił do I ligi i występuje w niej do chwili obecnej. Największe sukcesy Asz-Szabab osiągnął na początku lat 90., gdy jako pierwszy klub w historii saudyjskiej ligi zdobył trzy tytuły mistrzowskie z rzędu oraz na początku XX wieku kiedy to zdobył Azjatycki Puchar Zdobywców Pucharów.
Najbardziej znanymi piłkarzami w historii Asz-Szabab są Azjatycki Piłkarz Roku 1994 - Sa’id al-Uwajran i Afrykański Piłkarz Roku 1994 - Rashidi Yekini.

## Sukcesy
- Mistrzostwo Arabii Saudyjskiej - 6: 1991, 1992, 1993, 2004, 2006, 2012
- Puchar Króla - 3: 2008, 2009, 2014
- Puchar Korony Księcia - 3: 1993, 1996, 1999
- Superpuchar Arabii Saudyjskiej - 1: 2014
- Azjatycki Puchar Zdobywców Pucharów: 2001
- Arabska Liga Mistrzów - 2: 1992, 1999
- Arabski Superpuchar - 2: 1996, 2001
- GCC Champions League - 2: 1993, 1994

## Trenerzy w historii klubu
- Luiz Felipe Scolari (1984–85)
- Lori Sandri (1992)
- Geninho (1993)
- Ivo Wortmann (1994)
- Jean Fernandez (1996–97)
- José Oscar Bernardi (1998)
- Arthur Bernardes (2001–02)
- Zé Mario (2003–05)
- Daniel Romeo (2005–06)
- Ahmed Alajlani (2006)
- Humberto Coelho (2006–07)
- José Morais (2007)
- Enzo Trossero (2007–08)
- Nery Pumpido (2008)
- Enzo Trossero (2008–09)
- Jaime Pacheco (2009–10)
- Edgar Ferreira (2010)
- Jorge Fossati (2010)
- Enzo Trossero (2011)
- Michel Preud'homme (2011-13)
- Emilio Ferrera (2013-14)
- Ammar Souayah (2014)
- José Morais (2014)
- Reinhard Stumpf (2014-15)
- Jaime Pacheco (2015)
- Adel Abdulrahman (2015)
- Álvaro Gutiérrez (2015-16)
- Fathi Al-Jabal (2016)
- Sami Al-Jaber (2016–17)
- José Daniel Carreño (2017-18)
- Khalid Al-Koroni (2018)
- Marius Șumudică (2018-19)
- Jorge Almirón (2019)
- Luis García (2019-20)
- Pedro Caixinha (2020-21)
- Carlos Inarejos (2021-2022)